# Rangers Football Club 2009-2010
Questa voce raccoglie le informazioni riguardanti il Rangers Football Club nelle competizioni ufficiali della stagione 2009-2010.

## Stagione
- In Scottish Premier League i Rangers si classificano al primo posto (87 punti) e vincono per la 53ª volta il campionato.
- In Scottish Cup sono eliminati ai quarti di finale dal Dundee United (3-3 e poi 0-1 nel replay).
- In Scottish League Cup battono in finale il St. Mirren e vincono per la 26ª volta la coppa.
- In Champions League partono dalla fase a gironi, inseriti nel gruppo G con Siviglia, Stoccarda e Unirea Urziceni, si classificano all'ultimo posto con 2 punti.

## Maglie e sponsor
| Casa | Trasferta | Terza divisa |

## Rosa
| N. |                                 | Ruolo | Calciatore            |
| -- | ------------------------------- | ----- | --------------------- |
| 1  | Scozia (bandiera)               | P     | Allan McGregor        |
| 2  | Stati Uniti (bandiera)          | D     | Maurice Edu           |
| 3  | Scozia (bandiera)               | D     | David Weir (capitano) |
| 4  | Portogallo (bandiera)           | C     | Pedro Mendes          |
| 5  | Bosnia ed Erzegovina (bandiera) | D     | Saša Papac            |
| 6  | Scozia (bandiera)               | C     | Lee McCulloch         |
| 7  | Irlanda del Nord (bandiera)     | C     | Steven Davis          |
| 8  | Scozia (bandiera)               | C     | Kevin Thomson         |
| 9  | Scozia (bandiera)               | A     | Kris Boyd             |
| 10 | Spagna (bandiera)               | A     | Nacho Novo            |
| 11 | Francia (bandiera)              | C     | Jérôme Rothen         |
| 14 | Scozia (bandiera)               | A     | Steven Naismith       |
| 16 | Scozia (bandiera)               | D     | Steven Whittaker      |
| 17 | Lituania (bandiera)             | A     | Andrius Velička       |
| 18 | Scozia (bandiera)               | A     | Kenny Miller          |

| N. |                             | Ruolo | Calciatore       |
| -- | --------------------------- | ----- | ---------------- |
| 19 | Spagna (bandiera)           | C     | Aarón            |
| 20 | Stati Uniti (bandiera)      | C     | DaMarcus Beasley |
| 21 | Scozia (bandiera)           | D     | Kirk Broadfoot   |
| 22 | Scozia (bandiera)           | D     | Andy Webster     |
| 23 | Scozia (bandiera)           | D     | Jordan McMillan  |
| 24 | Algeria (bandiera)          | D     | Madjid Bougherra |
| 25 | Scozia (bandiera)           | P     | Neil Alexander   |
| 27 | Irlanda del Nord (bandiera) | A     | Kyle Lafferty    |
| 29 | Scozia (bandiera)           | C     | John Fleck       |
| 41 | Scozia (bandiera)           | P     | Scott Gallacher  |
| 45 | Scozia (bandiera)           | A     | Rory Loy         |
| 47 | Scozia (bandiera)           | D     | Jordan McMillan  |
| 48 | Irlanda del Nord (bandiera) | A     | Andrew Little    |
| 66 | Scozia (bandiera)           | D     | Danny Wilson     |
| 69 | Scozia (bandiera)           | C     | Gregg Wylde      |